# Guitarra de tres ponts

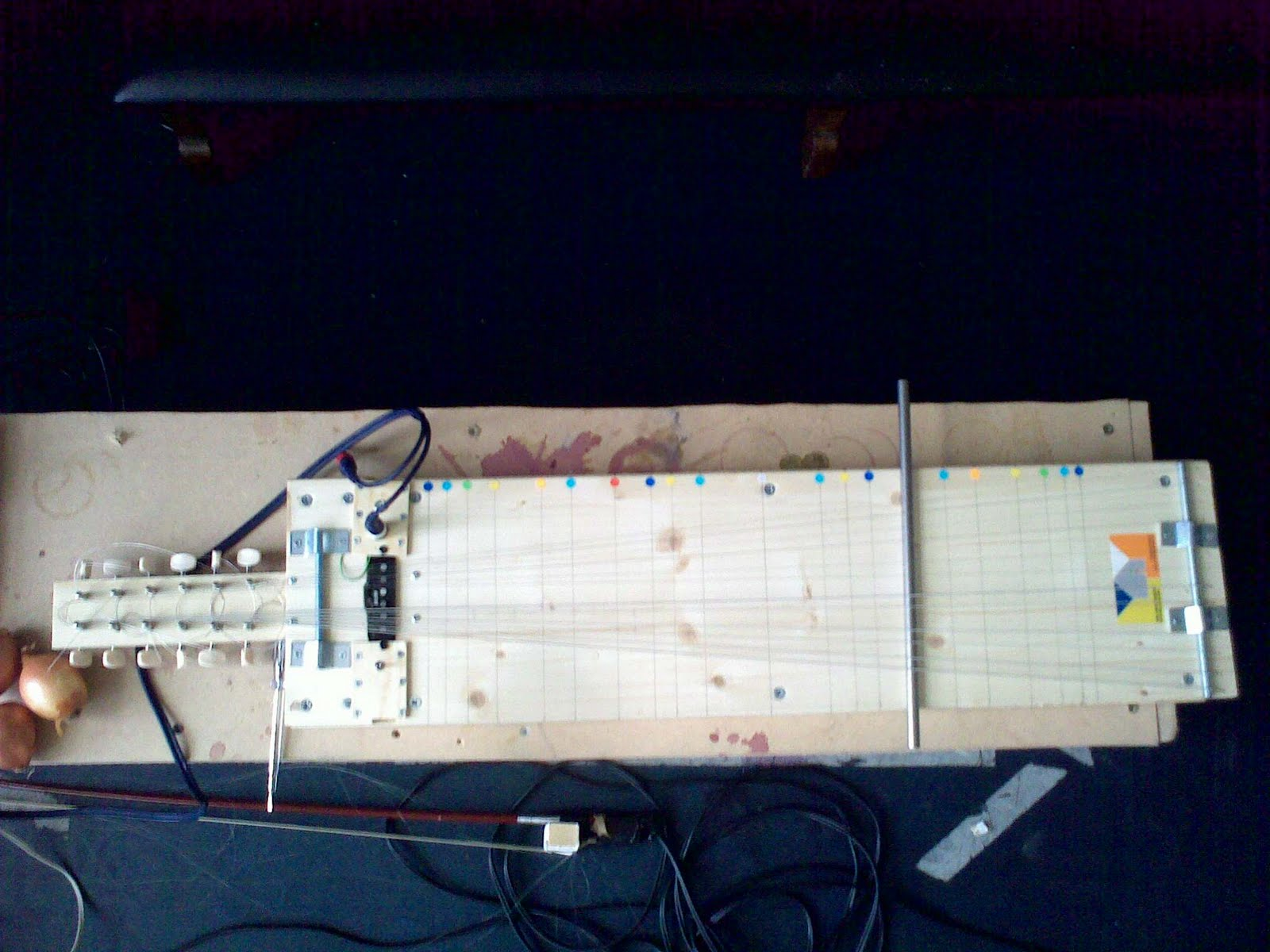
Home swinger.

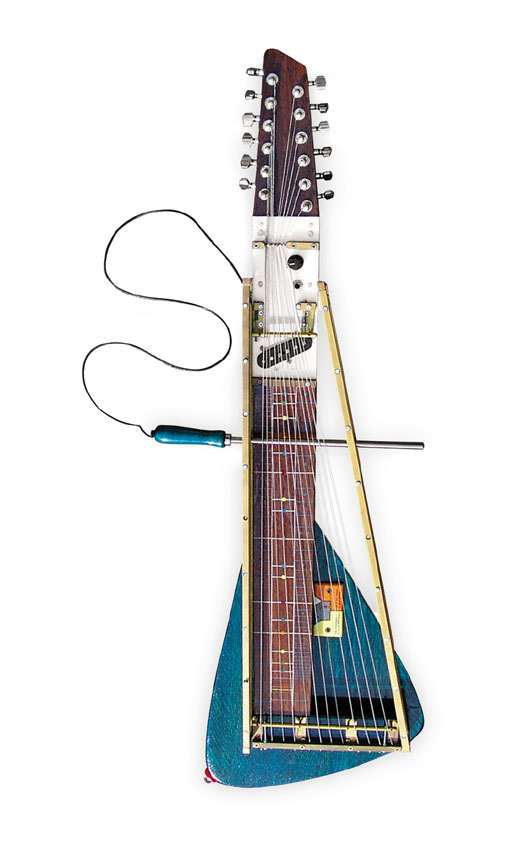
La Moodswinger, creada per Yuri Landman l'any 2006.

La guitarra de tres ponts o 3rd bridge guitar és una guitarra elèctrica preparada amb un tercer pont addicional per a crear sobretons. Pot ser una guitarra corrent amb un objecte -per exemple, un tornavís- col·locat sota les cordes, que fa la funció de pont. També pot ser una guitarra feta per a aquesta finalitat.
Alguns músics, insatisfets amb les limitacions de la guitarra corrent, van començar a crear instruments que en milloraven les possibilitats tècniques. El músic nord-americà Glenn Branca va crear diversos models primitius, encara que efectius, de guitarra 3rd bridge. Leo Fender, dissenyador i productor de guitarres elèctriques, va dissenyar dues guitarres, la Fender Jaguar i la Fender Jazzmaster, i sense proposar-s'ho havia creat el mecanisme d'una 3rd bridge en el pont flotant, amb un limitat timbre a l'hora d'emprar una tècnica àmplia. Quan les cordes es toquen a la part posterior del pont es crea el so "3rd bridge".
Lee Ranaldo de Sonic Youth és conegut perquè fa servir la tècnica del tornavís amb les seves guitarres. Confusion Is Sex conté moltes cançons amb el so produït amb la tècnica "3rd-bridge". Altres exemples de l'ús d'aquesta tècnica les trobem en les introduccions de Bull in the Heather, també pertanyent a Sonic Youth, i Good Morning Captain, de Slint, cançó de l'àlbum Spiderland.
El fabricant experimental d'instruments musicals Yuri Landman, va fabricar la Moodswinger, una guitarra 3rd bridge de 12 cordes per a Aaron Hemphill, component de la banda Liars.

## Àudio
- Àudio Moodswinger